# Дмитриевка (Нижнекамский район)
Дми́триевка — деревня в Нижнекамском районе Татарстана. Входит в городское поселение город Нижнекамск.

## География
Расположена на берегу озера Каракуль в 6 км к западу от Нижнекамска.

### Часовой пояс
Деревня Дмитриевка, как и вся республика Татарстан, находится в часовой зоне МСК (московское время). Смещение применяемого времени относительно UTC составляет +3:00.

## Население
Согласно всероссийской переписи населения 2010 года в деревне проживало 21 человек.
Национальный состав деревни: русские, татары, чуваши.